# Hóquei no gelo
O hóquei no gelo ou hóquei sobre o gelo é um esporte olímpico jogado num rinque de patinação entre duas equipes de seis jogadores, sendo dois defensores, três atacantes e um goleiro - onde todos os jogadores e juízes calçam patins sobre o gelo. Os jogadores patinam no gelo e usam tacos (sticks, em inglês; bâtons, em francês) para movimentar um disco de borracha (em inglês, puck; em francês, rondelle). O objetivo do jogo é fazer com que o disco seja colocado na baliza do adversário. Um gol equivale a um ponto. A equipe com o maior número de pontos no final vence a partida. O hóquei no gelo é um dos jogos mais rápidos do mundo - tanto pelo movimento constante e rápido dos jogadores quanto pelas tacadas disparadas pelos jogadores, que podem alcançar uma velocidade de mais de 160 quilômetros por hora.
O hóquei no gelo é um dos poucos desportos que permitem a troca de jogadores (ilimitadamente) enquanto o jogo ainda está em progresso. É também um esporte muito violento e agressivo, embora pesados equipamentos de proteção sejam utilizados, diminuindo o número de lesões. Brigas entre jogadores são muito comuns nas partidas de hóquei, tendo algumas regras para elas.
O hóquei no gelo surgiu no Canadá, onde é o esporte nacional do país. O Canadá é o maior vencedor de competições internacionais de hóquei no gelo do mundo - como o Campeonato Mundial e nos Jogos Olímpicos. O esporte também é muito popular nos Estados Unidos (maioritariamente na região Nordeste e Centro-Norte do país), Suécia, Rússia, República Checa, Finlândia, Eslováquia e Eslovénia, Letónia, e em menor escala, em outros países de clima temperado. No Canadá, nos Estados Unidos e na Rússia, o hóquei no gelo é chamado simplesmente de "hóquei". O hóquei no gelo pode ser praticado ao ar livre num dia frio, ou durante o ano inteiro, até mesmo no Verão, em estádios especializados.

## História

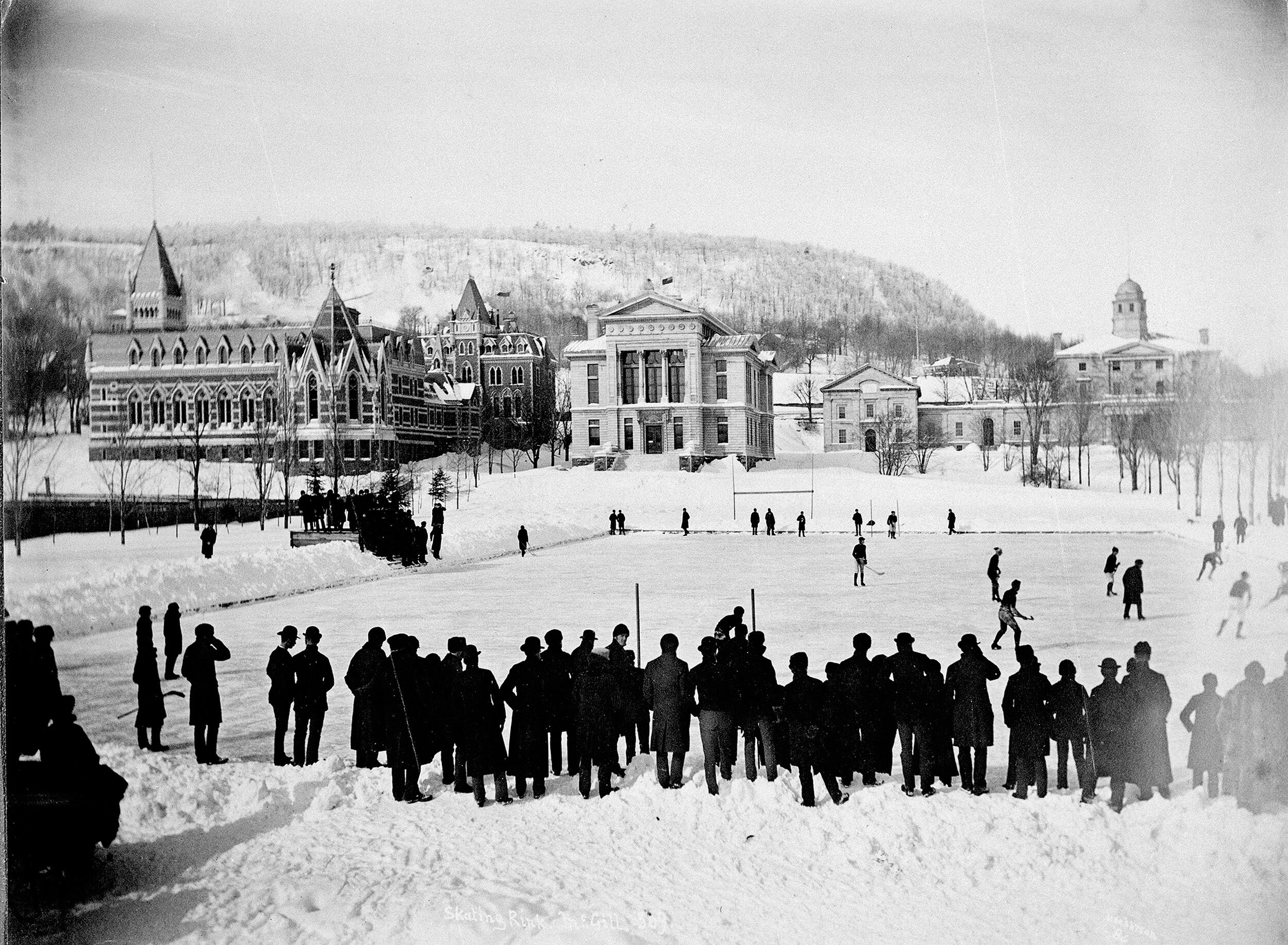
Jogo de hóquei na Universidade McGill, em 1884.

O hóquei sobre o gelo foi criado no Canadá em 1834, como um derivado do hóquei em campo. Os primeiros jogos, de caráter informal, foram realizados por soldados britânicos em Kingston, Ontário, e Halifax, Nova Escócia, sobre espelhos de água congelados, como rios e lagos, durante o rigoroso Inverno canadense. Como um derivado direto do hóquei de campo, tacos curvados e bolas de borracha eram os principais equipamentos de jogo.
Em 1875, o primeiro jogo em recinto coberto foi organizado em Montréal, e em 1877, sete estudantes da Universidade McGill criaram as primeiras regras para o esporte. A bola de borracha foi substituída por um disco de madeira, e cada equipe possuiria nove jogadores (mais os reservas). O esporte rapidamente espalhou-se pelo país. Em 1883, esteve presente no festival de Inverno de Montréal, tendo participado dos festivais de Inverno da cidade pelos próximos anos. Ao longo da década de 1880, muitas equipes de hóquei foram criados no país. Em 1898, o então Governador Geral do Canadá, Lord Stanley of Preston (cujos filhos eram fãs de hóquei), compareceu ao festival de Inverno, e ficou muito impressionado com o esporte, tanto que achou que deveria existir um troféu para a melhor equipe de hóquei, e Stanley doou um troféu de prata, que seria dado todos os anos à equipe vencedora do Canadá. Atualmente, a Stanley Cup é dada à equipe vencedora da NHL. Por volta de 1895, os primeiros jogos de hóquei sobre o gelo nos Estados Unidos foram organizados.

### Hóquei sobre o gelo feminino

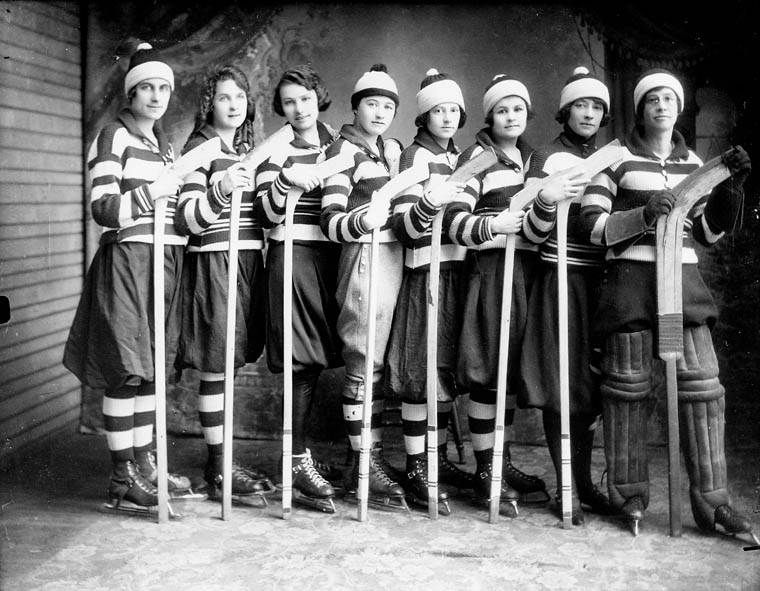
Uma equipe de hóquei feminino, de 1921.

O hóquei sobre o gelo foi desde sua criação até meados da década de 1930 um esporte predominantemente masculino, e ainda assim, atualmente as pessoas do sexo masculino ainda constituem a maioria dos jogadores amadores e profissionais - possivelmente dada a natureza agressiva e violenta do desporto. Porém, a história do hóquei sobre o gelo feminino é quase tão antiga quanto o esporte em questão. Uma das filhas de Lord Stanley, Isabel, era uma fã do desporto, e foi fotografada uma vez, em 1890, jogando hóquei - com irmãos e amigos.
O primeiro registo de uma partida de hóquei feminino data de 11 de fevereiro de 1891, em Ottawa. Meninas e mulheres atualmente jogam em equipes exclusivamente femininas, ou em equipes mistas, jogando juntamente com pessoas do sexo masculino. Nos últimos dez anos, o hóquei sobre o gelo feminino tornou-se um dos esportes que estão crescendo mais rapidamente - o número de jogadoras cresceu em 400% nos últimos dez anos.

### Profissionalismo
A primeira equipe profissional de hóquei no gelo foi criada em Houghton, Michigan em 1903, nos Estados Unidos - porém, a maioria dos jogadores era canadense. No ano seguinte, em 1904, foi criada a primeira liga profissional de hóquei no gelo, a Pro Hockey League, de curta duração, e constituída de equipes amadoras e profissionais do Canadá e dos Estados Unidos. Ainda em 1904, a Pro Hockey League decidiu mudar o número de jogadores por equipe, de nove para seis (não contando reservas), e essa nova regra tornou-se logo o padrão no esporte. Posteriormente, outras ligas profissionais, de curta duração, foram criadas.

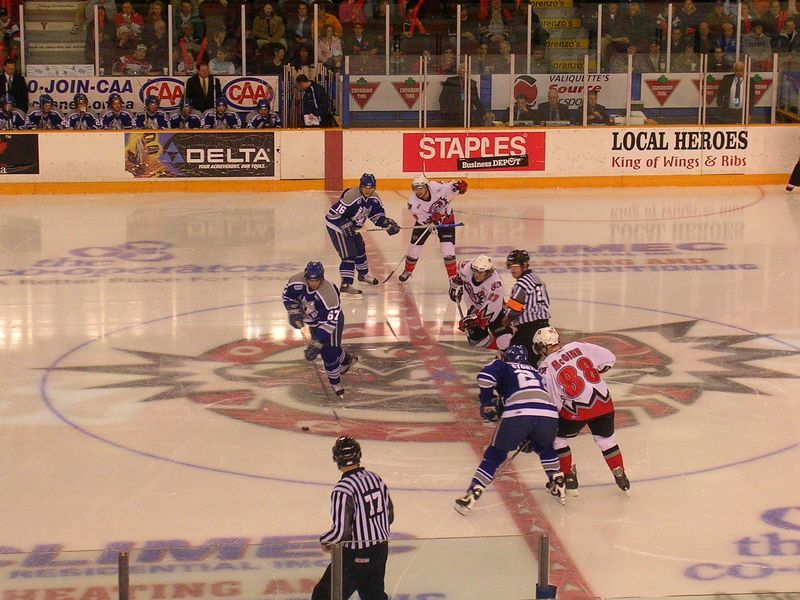
Um jogo da Ontario Hockey League, entre o Sudbury Wolves e o Ottawa 67's.

Em 1917, a NHL (National Hockey League) foi criada, e desde então, é a principal liga do esporte na América do Norte, e é vista também como a maior e mais acirrada liga profissional do mundo. Os membros originais da NHL eram o Montréal Canadiens, Montréal Wanderers, Ottawa Senators e o Toronto Arenas. Gradualmente, mais equipes canadenses foram juntando-se à liga. Em 1924, a primeira equipe americana juntou-se à liga.
Inicialmente, a grande maioria dos jogadores de hóquei no gelo era do Canadá - inclusive aqueles jogando por equipes dos Estados Unidos - e, portanto, a grande maioria das estrelas do esporte era canadense. O número de jogadores americanos começou a crescer somente após a década de 1930.
Em 1920, o Campeonato Internacional de Hóquei no Gelo foi criado. Este campeonato é organizado todo o ano no Inverno, pela Federação Internacional de Hóquei no Gelo. Os maiores campeões são a Seleção do Canadá de Hóquei no Gelo, que venceu o campeonato 23 vezes, a Selecção Soviética de Hóquei no gelo, que venceu 22 vezes, e a Seleção da Suécia de Hóquei no gelo, que venceu sete vezes.
Em 1972, a equipe nacional da União Soviética enfrentou a equipe nacional do Canadá numa série de partidas, num campeonato composto por oito partidas. Esse campeonato, que posteriormente seria conhecido como a Summit Series, tornou-se famoso devido ao encontro das duas melhores equipes da época. As partidas foram muito acirradas e concorridas, tendo sido realizadas quatro vezes no Canadá (em Montréal, Toronto, Vancouver e Winnipeg), e quatro vezes na União Soviética (todas em Moscou). O dia da última partida, realizada em Winnipeg, onde cada equipe possuía três vitórias, três derrotas e um empate, foi declarado feriado nacional no Canadá, e culminou na vitória da equipe canadense sobre a soviética.
O primeiro campeonato internacional feminino foi organizado em 1990. Até 1999, a competição era realizada a cada dois anos. Desde então, o campeonato é realizado anualmente. O Canadá venceu oito dos nove campeonatos realizados, e os Estados Unidos venceram uma vez.
Em 2004, a NHL cancelou a liga de 2004/2005, devido a disputas trabalhistas, no chamado lockout. A divergência ocorreu entre jogadores e as equipes, uma vez que as últimas, não dispondo das condições financeiras necessárias, recusaram-se a pagar os salários cada vez mais altos exigidos pelos jogadores. Estes, em sinal de protesto, recusaram-se a jogar na liga de 2004/2005. A NHL foi a primeira liga de esportes profissionais a cancelar um campeonato inteiro, na América do Norte.
A liga voltou em 2005, agora com teto salarial, e novas regras, criadas para atrair mais público às arenas e gerar maior dinamismo e emoção aos jogos. O teto salarial, de forma indireta, acabou por nivelar mais as equipes, uma vez que o teto é o mesmo para todos.

## O jogo

### A pista (Campo)

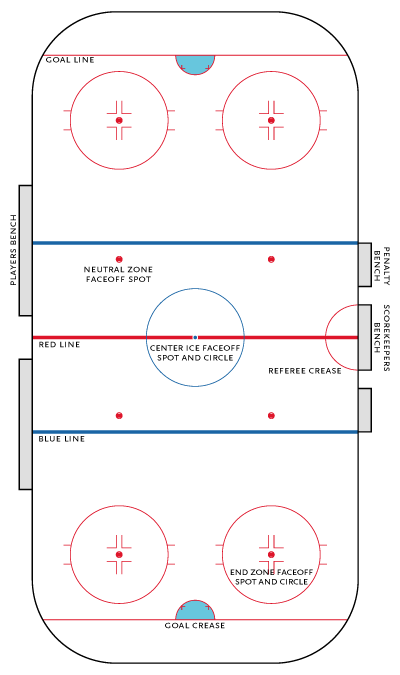
Uma pista de hóquei de gelo.

O campo de hóquei é uma pista de gelo, especialmente desenhada para o hóquei no gelo. O gelo diminui ao máximo a fricção do disco sobre a pista, bem como a locomoção dos jogadores, permitindo a estes alcançarem altas velocidades.
O campo possui um formato retangular. A pista de hóquei no gelo padrão possui 61 metros de comprimento e 26 metros de largura na NHL e 60 x 30 metros no resto do mundo. Todas as pistas de hóquei possuem cantos de formato arredondado, em vez de formarem um ângulo de 90 graus. Um muro opaco, de aproximadamente um metro de altura, envolve toda a pista, e evita que o disco saia do campo. Acima deste muro, fica outro, transparente, que possui aproximadamente entre um metro a 1,25 metro de altura, permitindo às pessoas na arquibancada ampla visão de jogo, ao mesmo tempo que protege estas pessoas.
Uma linha vermelha (red line), ou a linha central (center line) divide o campo ao meio. É usada pelo juiz para a marcação de impedimentos e de icings. Outras duas linhas vermelhas (red goal line, ou simplesmente red line) estão localizadas em cada extremo do retângulo, a três metros do fim do campo. Esta linha não é usada apenas em pistas de hóquei em escolas nos Estados Unidos (embora seja usada no Canadá).
Duas linhas azuis, distanciadas a 8,5 metros da linha vermelha central na NHL e de 8,85 metros no resto de todo o mundo, delimitam as três zonas do campo: a zona de defesa (defensive zone), a zona neutra (neutral zone) e a zona de ataque (offensive zone). A zona de defesa de uma equipe é a zona de ataque da equipe oponente.
Uma baliza (gol) (goal cage, em inglês) fica localizada logo à frente de cada red goal line. Esta baliza consiste numa rede resistente, suportada por três traves de metal. A baliza possui 1,2 metros de altura e 1,8 metros de comprimento, e é aqui onde jogadores de uma dada equipe devem posicionar o disco para pontuarem. A maioria das balizas possui também uma sirene e uma caixa de som, que emite luz e som por alguns segundos, indicando claramente a presença do gol. Ambas são ativadas pelo "juiz da baliza".
À frente da baliza fica uma área que possui 2,2 metros de comprimento e dois metros de largura na NHL, ou diâmetro de 1,8 metros no resto de todo o mundo, chamada de goal crease. Um jogador não pode entrar na goal crease da equipe oponente, a não ser que esteja indo atrás do disco. Portanto, um gol não contará, caso o jogador que pontuou esteja dentro da goal crease do oponente. Uma exceção é se jogadores da equipe oponente forçarem o jogador a pontuar dentro da goal crease, e, neste caso, o ponto é valido.
Existem nove pontos de faceoffs, onde são realizadas a grande maioria dos faceoffs de uma partida. A linha vermelha central possui um ponto de faceoff, no centro do campo, outras quatro estão localizadas na zona neutra, e cada zona de defesa/ataque possui mais dois pontos de faceoff. Todos os pontos de faceoff são vermelhos, com exceção do ponto central, que é azul.
Todos os campos de hóquei profissional e a maioria dos campos de hóquei amadores possuem um banco de reservas, onde localizam-se os jogadores de reserva; e também um banco de pênalti (penalty bench), onde jogadores penalizados por faltas ficam, temporariamente. Tais bancos localizam-se atrás do muro de proteção.

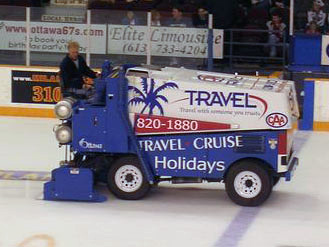
Um zamboni.

Entre os intervalos, e principalmente antes e após uma partida, veículos especiais, informalmente chamados de zambonis, alisam e limpam a superfície do gelo.
Pistas de gelo, para jogos de hóquei de gelo informais, podem ser construídas em playgrounds e em quintais de casa, caso a temperatura do ar esteja baixa o suficiente (-10°C ou menos).

### Tempo
Jogos de hóquei no gelo são feitos em três períodos (tempos) de 20 minutos cada, e separadas por dois intervalos de 20 minutos cada. Nestes períodos, conta-se apenas o tempo em que o disco está em movimento - o tempo gasto na realização de faltas, entre um gol e um tiro de faceoff ou mesmo discussões, não contam. O cronómetro é controlado por um game timekeeper.
Cada equipe tem direito a 30 segundos adicionais e opcionais de jogo, sem contar o tempo normal de jogo. Uma equipe que esteja a perder pode usar este tempo para tentar fazer mais pontos.

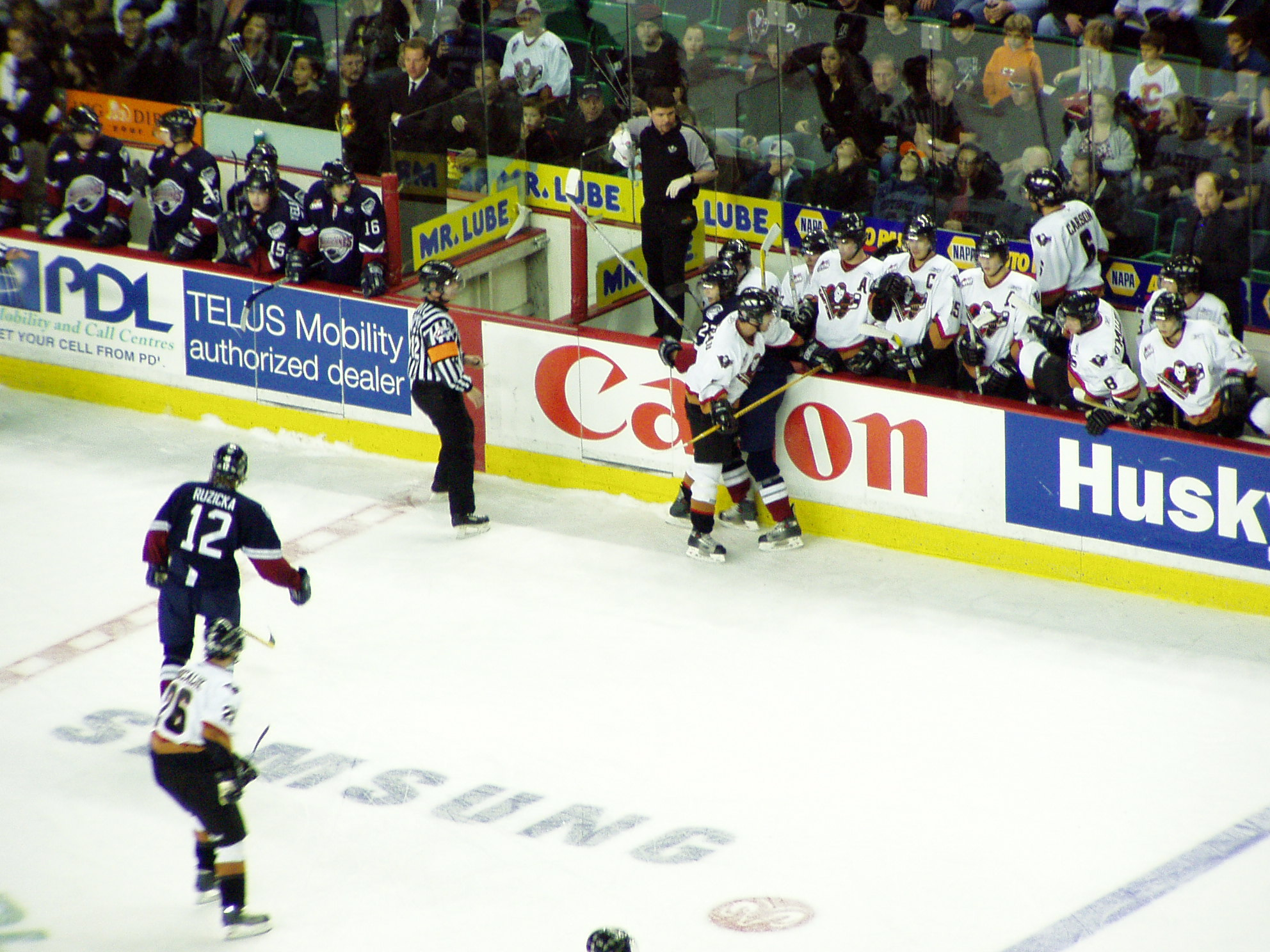
Vista do banco de reservas de ambas as equipas.

Após os três períodos normais de jogo, na NHL, caso as equipes estejam empatadas em pontos, um quarto período de cinco minutos, a sudden death overtime, é realizada. A equipe que pontuar na mesma vence a partida. Caso nenhuma equipe pontue neste período, o jogo termina empatado, exceto em certos jogos da fase final (dos quartos de final em diante). Como as quartas de final, as semifinais e a final são realizadas em jogos de melhor de sete, caso ambas as equipes tenham chegado ao sétimo jogo com o mesmo número de vitórias e derrotas, a sudden death overtime, neste caso, prorroga-se até que uma equipe saia vencedora.

### Substituições
Substituições no hóquei sobre o gelo podem ser feitas diretamente, sem autorização do juiz, e podendo ser feitas diretamente quando o jogo está em andamento. Naturalmente, jogadores que estão jogando não podem ser substituídos por jogadores que foram penalizados no jogo e não terminaram de cumprir a punição imposta pelo juiz.
Os jogadores reservas ficam em um banco, localizado ao lado da pista de gelo, atrás do muro de proteção.

### Equipamentos

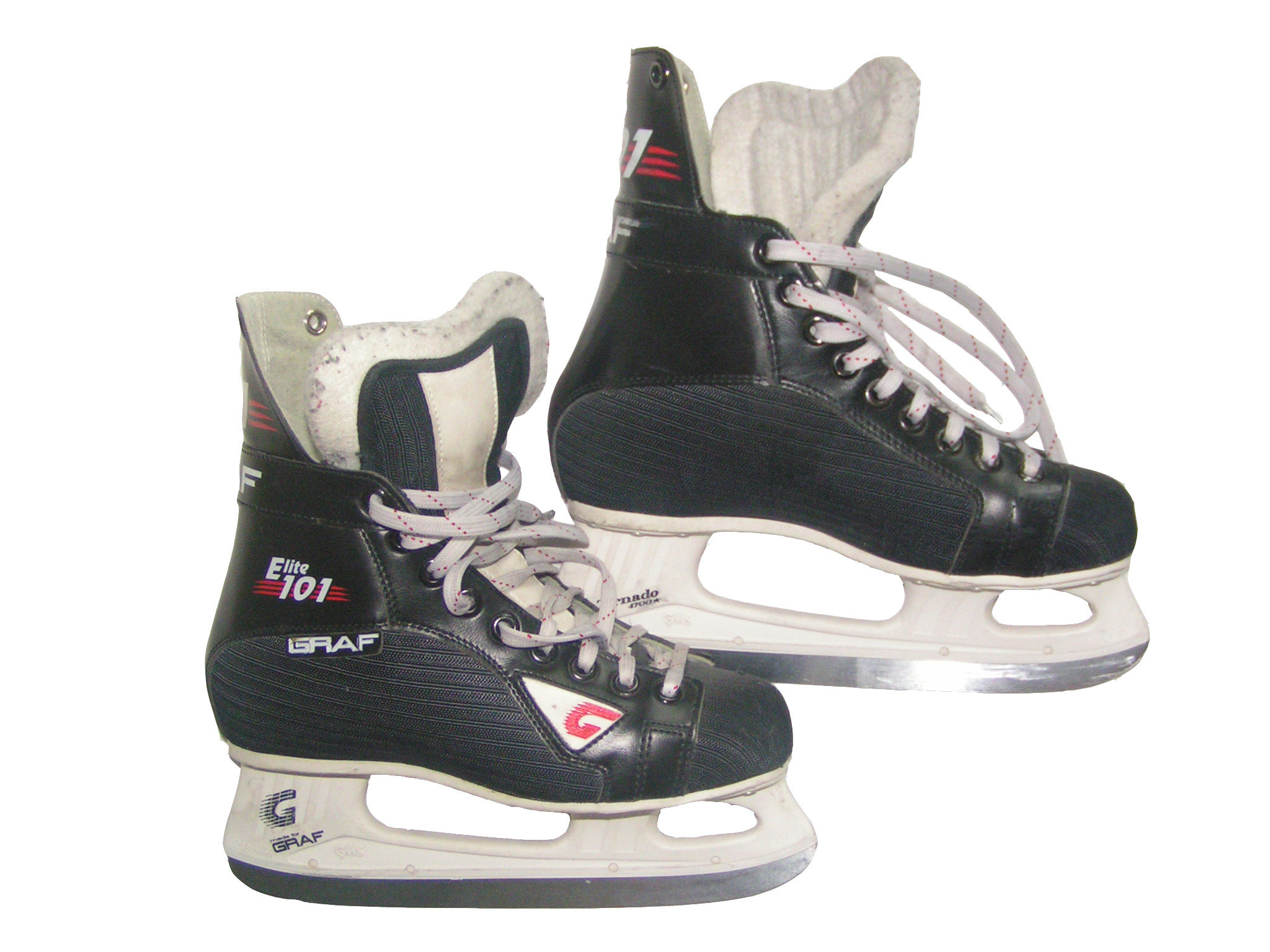
Um par de patins de gelo.

Para a prática do hóquei de gelo, os seguintes equipamentos são indispensáveis:
- Um disco (puck). O disco é geralmente preto, feito de borracha. O disco possui em torno de 2.5 centímetros de espessura, 7,6 centímetros de diâmetro e 156 a 170 gramas de peso.
- Patins de hóquei de gelo (hockey skates), constituídas de um sapato de nylon e couro (conferindo aos pés proteção) e de uma lâmina de aço (oferecendo ao jogador sustentação e mobilidade sobre o gelo). As lâminas dos patins são curvadas em seus extremos, possibilitando maior facilidade de turno e de travagem.
- O taco (stick), que possui um formato de L. Este taco é constituído por duas partes: o punho, ou segurador (handle), que é feito de plástico (para prática informal), metal ou de madeira (de melhor qualidade, são usadas em jogos amadores e profissionais); e da lâmina (blade), feita de plástico ou madeira. A lâmina possui um formato levemente curvado, e é a parte do taco que é usada pelo jogador para a movimentação do taco. A lâmina não pode ter mais do que 32 centímetros de comprimento e 8 centímetros de altura - com exceção das lâminas dos tacos usados pelos guarda-redes (goleiros), que podem ter até 39 centímetros de comprimento e 9 centímetros de altura. A lâmina do guarda-redes é mais larga justamente para facilitar a defesa, uma vez que uma das mãos é "inutilizada" para defender pelo fato de ser obrigatório o uso de stick pelos jogadores.

### Uniforme e equipamentos de proteção

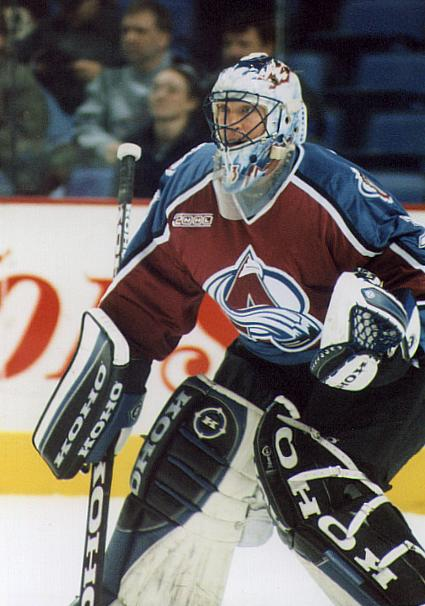
Imagem de um goleiro e de parte seus equipamentos de proteção. O colete e outros equipamentos que protegem seus braços e cotovelos estão localizados por baixo da camisa do goleiro.

- O uniforme dos jogadores constitui-se de uma camisa decorada com o logo da equipe, o sobrenome do jogador e um número entre 1 a 99 - na NHL, até 98, porque 99 não é mais permitido na Liga, em homenagem a Wayne Gretzky - considerado o maior jogador de hóquei no gelo de todos os tempos - que usava este número. Algumas ligas permitem que os uniformes sejam usados por terceiros, para fins de propaganda comercial.
- O capacete, usado pelos jogadores para conferir proteção à cabeça em casos de quedas. Crianças e adolescentes, bem como jogadores em instituições de ensino superior, são todos obrigados a usar capacetes junto com uma máscara de proteção, ou um visor de plástico que cobre o rosto do jogador, enquanto adultos podem optar por usar um visor que protege somente os olhos. Qualquer guarda-redes, porém, é obrigado a usar uma máscara de proteção que cobre todo o rosto do jogador - uma vez que precisa suportar os constantes tiros desferidos contra o seu gol, e lembrando que alguns desses tiros podem alcançar até 160 quilómetros por hora.
- Todos os jogadores usam luvas. O guarda-redes também usa uma luva de apanha (catching glove), geralmente, na mão esquerda, e uma luva de bloqueio (blocker), acessórios que ajudam o goleiro a defender o remate.
- Outros equipamentos de proteção precisam ser usadas para a proteção de outras partes do corpo, especialmente sobre o ombro, braço e as pernas - em todos os jogadores. Estes equipamentos são bem mais grossos no guarda-redes, que, além do mais, usa um colete grosso em torno de sua barriga e de seu tórax. Tais equipamentos de proteção são feitos de couro absorvente. No goleiro, a espessura de tais equipamentos é de 25 centímetros, na perna, e de aproximadamente 10 centímetros no corpo.

## Por dentro do jogo
As estratégias de ataque e de defesa são planejadas pelo treinador da equipe, antes e ao longo do jogo. As substituições também são responsabilidade do treinador. Este não pode falar com o juiz - a não ser que queira pedir que reviste o equipamento usado pela equipe oponente - nem pode entrar na pista.

### Habilidades necessárias
As principais habilidades necessárias no hóquei no gelo são:
- Patinação (skating): é considerada a habilidade mais importante do desporto. Todos os jogadores precisam ser capazes de virar rapidamente, de patinar "de ré" - tudo em altíssima velocidade. Travar (saber diminuir a velocidade rapidamente) também é uma outra capacidade importante.
- Manejamento do taco: jogadores precisam usar o taco para movimentar o disco. Geralmente, movimenta-se o disco, empurrando-o com um lado da lâmina, e, posteriormente, com o outro lado da lâmina. Jogadores habilidosos movimentam o disco, usando o taco, de um lado a outro rapidamente, fazendo com que seus oponentes fiquem confusos. O taco também pode ser usado para receber passes aéreos, entre outros movimentos possíveis.
- Passe (passing): É o passe do disco entre jogadores da mesma equipe, usando o taco. Pode-se passar o disco através de um passe normal, onde o disco movimenta-se sem sair do gelo; ou através de um passe aéreo, onde o disco percorre um certo trajeto no ar.
- Tiro (shooting): Capacidade de propulsionar o disco em alta velocidade em direção à baliza, usando o taco. Pode-se usar wrist shots, onde a lâmina do taco está em contato com o gelo no momento em que a lâmina propulsiona o disco, ou slap shots, onde o jogador levanta o taco para trás, e o traz rapidamente de volta para frente, propulsionando o disco, e geralmente sem manter contato com o gelo. Slap shots propulsionam o disco com mais força e rapidez do que wrist shots, só que com menos pontaria.
- Marcação (bodychecking ou simplesmente checking): A habilidade de um jogador de remover a posse do disco de outro jogador oponente. Pode-se usar o taco (stick checking) ou o corpo (body checking). Usa-se o taco para tentar alterar a direção de movimento do disco, ou o corpo, para bloquear, desviar ou diminuir a velocidade do jogador oponente. Neste caso, permite-se contacto corpo-a-corpo apenas com a parte superior do corpo, sem o uso direto dos braços. Body checking é livre em jogos profissionais e na maioria dos jogos amadores, mas jogos realizados em escolas nos Estados Unidos limitam seu uso apenas nas zonas neutras e defensivas. Nos jogos do Campeonato Internacional de Hóquei Sobre o Gelo Feminino, bodychecking é proibido (devido às diferenças existentes entre o tamanho e a massa das jogadoras de hóquei sobre o gelo do Canadá e dos Estados Unidos em relação à jogadoras de outros países).

### Posições

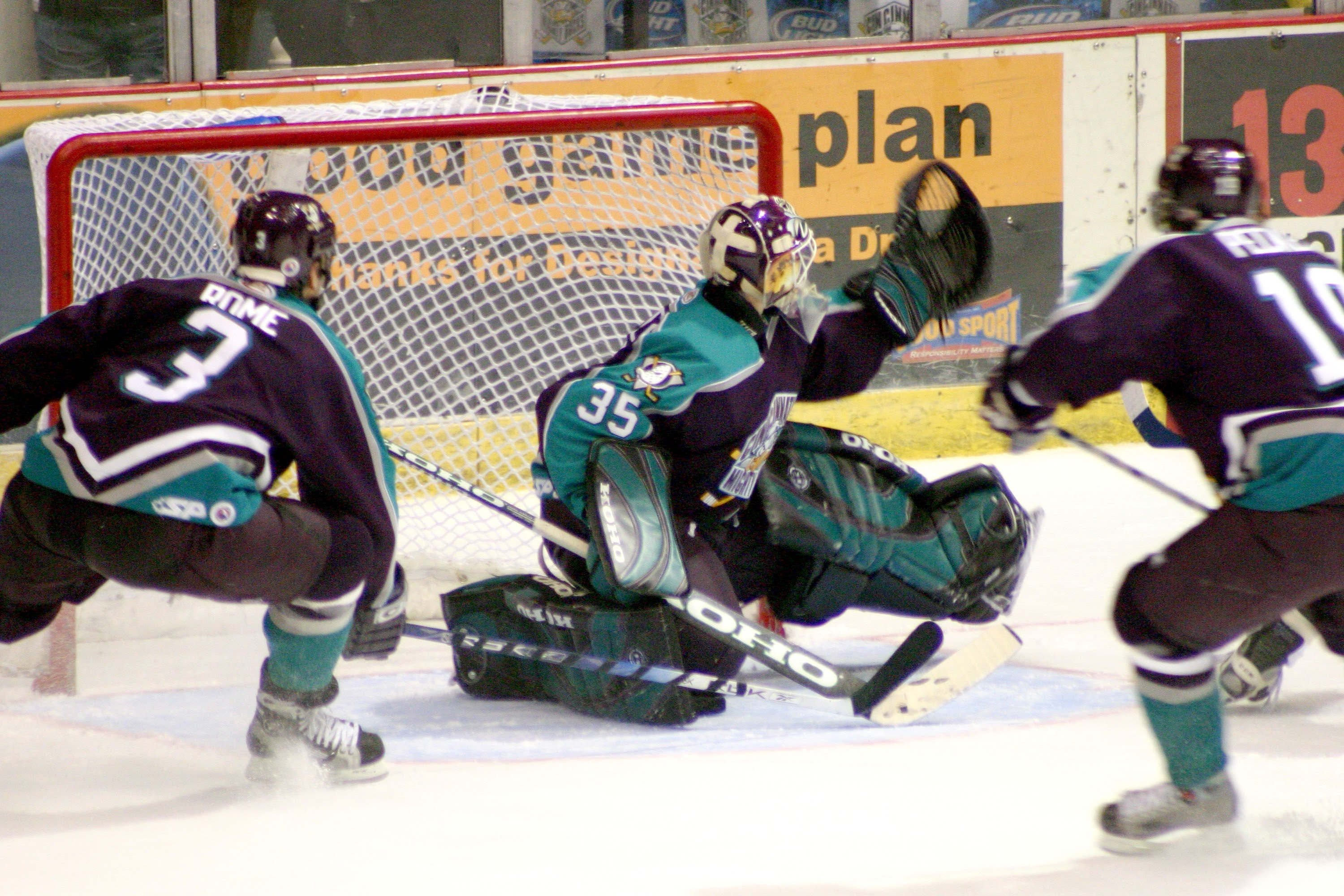
Um gol.

- O guarda-redes ou goleiro (goaltender, goalie): É o jogador encarregado de defender o gol. Ficam quase sempre próximos à baliza. Os guarda-redes precisam de rápidos reflexos, além de rapidez e força suficiente para mover qualquer parte do corpo - e o pesado equipamento de proteção - rapidamente, com o intuito de bloquear o gol. Um pequeno erro ou demora de alguns poucos segundos podem custar à sua equipe um ponto. Ao contrário dos outros jogadores, possuem o direito de pegar o disco com as mãos, em qualquer parte da pista.
- Defesa (defense): Atua principalmente na zona de defesa da sua equipe, tentando parar ataques da equipe oponente. Marcam poucos gols. Alguns, porém, são muito ofensivos, participando de jogadas de ataque quando possível. Estes fazem mais gols, mas arriscam a defesa da sua equipe.
- Centro (center): Posiciona-se no centro da pista. Geralmente, são os jogadores que mais se movimentam ao longo do jogo, e participam tanto de jogadas de defesa quanto de ataque. São também os jogadores que mais marcam gols.
- Wingers: Posicionam-se nos cantos da zona de ataque, lutando pelo disco, quando este vai para a região por trás da baliza, posicionam-se em frente ao gol (com o intuito de bloquear a visão do guarda-redes e de pegar possíveis remates) e fazem passes ofensivos para outros jogadores de sua equipe, quando estes estão livres de marcação. Geralmente, são utilizados dois, um sendo o left winger (ala esquerda)  e 2 jogadores de defesa, além do guarda-redes.

Cada equipe possui um capitão, encarregado de liderar a equipe em jogo, e é o único jogador de uma equipe a quem é permitido falar diretamente com os juízes ou os linesmen. O capitão é identificado pela letra C, em maiúscula, localizado na parte frontal superior do uniforme. Dois jogadores da equipe são escolhidos como capitães alternativos, como substitutos ao capitão ativo, caso este seja penalizado ou expulso - e são identificados pela letra A, em maiúscula.

### Ataque
O ataque, comumente chamado de rush, é desferido contra o gol inimigo, numa tentativa de pontuar. A equipe ofensiva movimenta o disco em direção ao gol, até que um jogador, geralmente, o atacante central da equipe, movimente o disco para a zona de ataque. Quando isto acontece, outros jogadores da equipe, os wingers vão para a zona de ataque, para pressionarem no ataque, enquanto um ou dois jogadores continuam atrás, para defender a sua zona de defesa, caso a equipe oponente ganhe a posse do disco. Os wingers assistem o atacante central e ajudam a manter a posse do disco dentro da zona de ataque, e pressionam pelo gol, enquanto o atacante central tenta pontuar, quando possível. Quando o disco não entra na baliza, dado a um tiro malsucedido, tanto o atacante central quanto os wingers tentam recuperar imediatamente a posse do disco, ou tentar obter a posse do disco, obtendo-a do oponente (forechecking).
O power play, ou tudo-ou-nada, é uma jogada de ataque desferida quando a equipe oponente está em desvantagem numérica (um ou dois jogadores a menos). Aqui, todos os jogadores de uma dada equipe (com exceção do guarda-redes) movem-se em direção ao ataque, em busca de gols, aproveitando-se do fato que possuem a vantagem numérica. Já a pull the goalie acontece quando uma equipe, em desespero, querendo a vitória e já perto do final do jogo, substitui seu guarda-redes por um jogador ofensivo, numa tentativa desesperada de pontuar.
Deve-se notar que, ao jogar na ofensiva, os jogadores da equipe não podem passar o disco diretamente da zona de defesa para outro jogador localizado além da linha vermelha central, ou da zona neutra diretamente para a zona de ataque. Um jogador precisa locomover-se junto com o disco da zona de defesa até a zona neutra, e então ele pode fazer um passe a outro jogador que esteja localizado em qualquer parte da zona neutra. O mesmo vale para a zona de ataque, é necessário que um jogador locomova-se junto com o disco da zona neutra em direção à zona de ataque (partindo da zona neutra ou da zona de defesa), e somente então ele está liberado a passar para outro companheiro dentro da zona de ataque. Quando um jogador passa o disco da zona de defesa para outro jogador, localizado além da linha vermelha central, acontece uma offside pass (passe impedido) - vale notar, porém, que um jogador na zona de defesa está livre para passar para outro na zona neutra, desde que este último jogador esteja localizado antes da linha vermelha central. Quando um jogador faz um passe de qualquer parte da zona de defesa ou da zona neutra para a zona de ataque para outro jogador localizado na zona de ataque, acontece um player offside (jogador impedido).
Já uma icing acontece quando um jogador tenta marcar um ponto, atirando o disco atrás da linha vermelha central, ao invés de tentar marcar somente dentro da zona de ataque. Se o jogador consegue marcar o gol, tendo atirado detrás da linha vermelha central, é dado um gol normal à equipe. Porém, caso o disco não entre, icing imediatamente acontece.
Offsides e icing são violações leves - similares ao impedimento do futebol - e são penalizadas com um face-off.

### Defesa

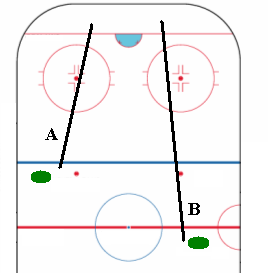
Diagrama de icing. O jogador A não está a fazer icing, mas o jogador B está.

Jogo defensivo é destinado a quebrar ataques do oponente. Quando o oponente dirige-se em direção à sua zona de ataque, os jogadores de defesa da equipe defensora posicionam-se rapidamente na sua zona de defesa, patinando à ré, de modo a ver os movimentos do seu oponente. Cada defensor guarda um lado da pista, procurando marcar os wingers da equipe oponente. Quando o disco chega à zona de defesa, um dos defensores dirige-se em direção ao gol, para auxiliar o guarda-redes, e o segundo defensor marca o jogador oponente que possui a posse do disco. Enquanto tudo isso acontece, os outros jogadores de ataque, da equipe em posição de defesa, chegam, e procuram auxiliar na marcação.
Os jogadores da equipe defensiva podem usar os seus tacos para tentar bloquear um tiro ou um passe do oponente. A marcação por cima do oponente precisa ser pesada, em busca da obtenção da posse do disco ou mandá-lo para a região defensiva do oponente, quando obter a posse do disco é arriscada.

### Face-offs
Face-off é o modo de recomeçar o jogo, numa partida de hóquei. Face-offs não somente acontecem no início de qualquer período, mas em todo momento em que o jogo é pausado. Num face-off, os jogadores de ambas equipes ficam frente-a-frente, e o juiz ou um linesman joga o disco entre os jogadores, e as equipes tentam então obter a posse do disco.
Existem nove pontos de face-off, como dito anteriormente. Num começo de período, o face-off dá-se no ponto de face-off central. Quando o jogo é pausado por qualquer motivo (com uma exceção: se o disco saiu da pista), a face-off dá-se no mais próximo ponto de face-off (em relação ao ponto onde o disco estava quando o jogo fora pausado). Quando o disco sai da pista, a face-off dá-se próximo ao muro, no lugar onde o disco saiu da pista.
Num face-off, jogadores de ambas as equipes estão proibidos de movimentar seus tacos ou de movimentar-se, antes que o disco seja lançado pelo juiz - isto é uma violação, penalizada com a troca de jogadores - o jogador que violou a regra é substituído por outro que está em campo (e não no banco de reserva).

### Violações e Pênaltis

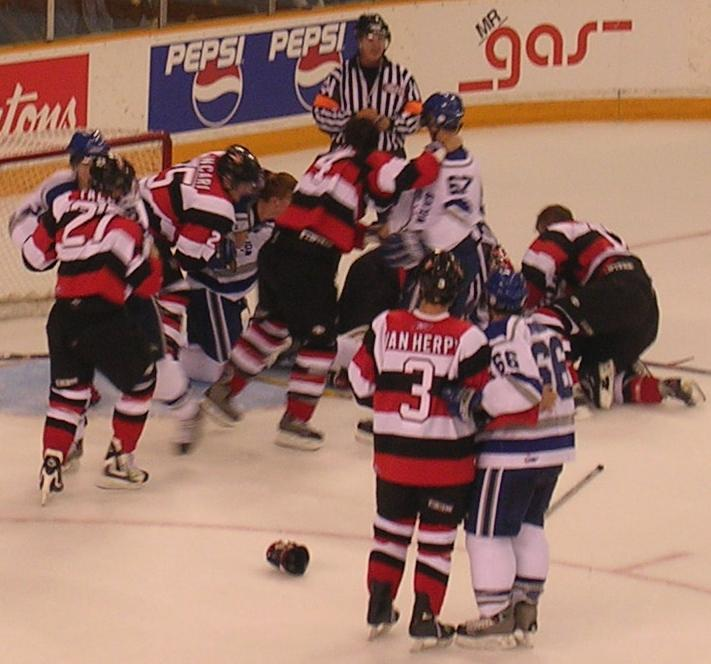
Brigas são comuns no hóquei no gelo - especialmente em frente à baliza. Elas são punidas com dez minutos de suspensão, ou até expulsão, para casos repetidos ou mais graves.

Com exceção do offside e do icing, bem como a de jogar o taco numa tentativa de desviar o curso do disco, e são consideradas violações leves, jogadores que cometem outras infrações sofrem pênaltis (punições), que variam com a infração cometida. Estas punições variam entre dois minutos fora do jogo (podendo voltar a jogar imediatamente após o cumprimento dos dois minutos) - em relação ao tempo do jogo, e não ao tempo real - até expulsão definitiva do jogo ou mesmo suspensão por X jogos ou tempo.
Os jogadores penalizados ficam num banco ao lado da pista de gelo, o "banco de pênalti", onde são obrigados a ficar até que tenham cumprido a punição imposta pelo juiz (exceto nos casos onde o jogador é expulso, onde o jogador expulso vai diretamente para o "chuveiro").
Em qualquer caso, uma equipe não pode possuir menos de quatro jogadores em campo - caso um jogador seja punido, e outros dois ainda estejam cumprindo suas punições, este terceiro jogador pode ser substituído por outro que está no banco de reservas - ele continuará a cumprir sua punição somente após o primeiro jogador punido tenha cumprido sua punição, e retorne ao jogo.
Existem 5 tipos principais de punições:
- Punições secundárias: dados para as seguintes violações: segurar o uniforme de um jogador oponente, atrapalhar o oponente através do uso indevido do taco ou jogar o taco em algum lugar com o objetivo de tentar interceptar o disco. São punidas com dois minutos, e o jogador punido fica no banco de pênalti até que tenha cumprido sua punição.
- Punições primárias: são dados quando um jogador inicia uma briga, ou quando corta a pele de um jogador oponente, com seu taco. É punida com cinco minutos. Se ambas as equipes são punidas com um pênalti primário ao mesmo tempo, 4 jogadores de cada equipe ficam no gelo, conhecido como 4-on-4. Caso a punição seja por brigar, os jogadores podem ser substituídos, porém os punidos terão que cumprir os dez minutos de suspensão.
- Punições de falta de conduta: geralmente dado quando um jogador comporta-se de maneira inadequada com qualquer oficial (geralmente, juízes e linesmen). Também dado quando um jogador junta-se a uma briga ou quando ele inicia três brigas (ou mais). Comportamento inadequado é punido com dez minutos, participação frequente em brigas é penalizado com expulsão definitiva do jogo. Em ambos os casos, um reserva pode tomar o seu lugar.
- Punições de partida: acontecem quando um jogador machuca deliberadamente (ou tenta machucar) um jogador oponente. Punido com expulsão imediata sendo que um reserva pode substituí-lo após cinco ou dez minutos, dependendo da gravidade das lesões sofridas pelo jogador oponente. Depois do "problema" entre Zdeno Chara, do Boston Bruins, e Max Pacioretty, do Montreal Canadiens, em que Chara, ao fazer o check no Pacioretty, acabou batendo a cabeça dele no vidro, quebrando vértebras e causando uma concussão de grau 3 no jogador, os GMs dos times voltaram a discussão sobre penalidades e proteção aos jogadores.
- Tiro livre (shootout): é dado a um jogador cuja equipe que estava na ofensiva. Este jogador estava livre para atirar em direção à baliza, mas foi empurrado deliberadamente por trás por um oponente, ou o defensor estava no goal crease e bloqueou o disco. Assim, o jogador tem a chance de cobrar uma falta, entre ele e o guarda-redes apenas, e ambos separados a uma curta distância (similar ao pênalti, do futebol),

## Oficiais (Official)
Oficiais (officials) são pessoas qualificadas que possuem algum tipo de responsabilidade ao longo do jogo, desde fazer com que as regras sejam respeitadas até a manutenção da ordem ao longo do jogo.

### OficiaisOn-line

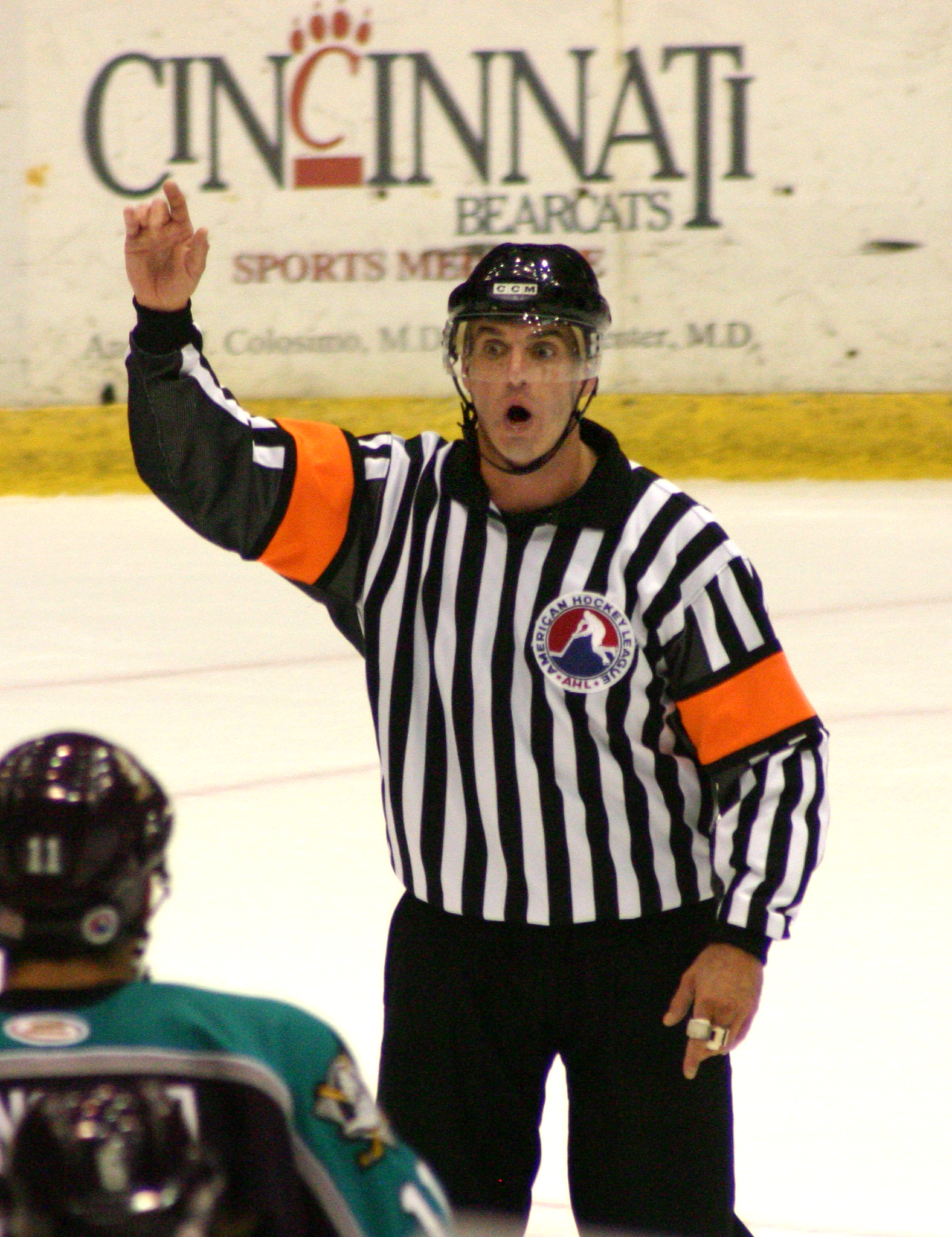
Um juiz de hóquei no gelo.

Os seguintes oficiais fazem seu trabalho dentro da pista de gelo, e vestem um uniforme listrado, em preto e branco. Usam patins de hóquei de gelo, e fazem uso de apitos para pausar o jogo. Fazem uso de gestos de mão para indicar faltas e violações.
- O juiz é o principal oficial numa partida de hóquei sobre o gelo. É identificado pelas faixas cor de laranja ou vermelhas, que são usadas em ambos os braços. Ele pode anular um gol, caso decida que uma violação das regras tenha acontecido, e é o único oficial permitido a aplicar pênaltis a jogadores, caso eles tenham cometido alguma falta grave. O juiz também possui o direito de revistar o equipamento usado pelos jogadores, e de garantir que eles estejam dentro dos padrões estabelecidos pela liga local. Na NHL, cada equipe, além disso, possui o direito de chamar por uma revista ao juiz, caso pense que jogadores da equipe oponente estejam usando equipamentos fora dos padrões estabelecidos.
- Linesmen são encarregados de vigiar violações que envolvam a linha central vermelha e as linhas azuis - como icing e impedimentos. Sua função é semelhante aos dos "bandeirinhas" do futebol. Não possuem autoridade para marcar faltas ou indicar violações, mas podem aconselhar o juiz, caso este peça pela opinião do linesman. Linesmen podem apenas indicar óbvias violações, como o lançamento do taco por parte de um jogador.

Geralmente, jogos são praticados com um juiz e dois linesmen. A NHL faz uso de dois juízes por partida. Porém, outras ligas fazem uso de dois oficiais que agem como juízes e linesmen, dois juízes e um linesman ou mesmo um juiz e um linesman.

### Oficiaisoff-line
Estes oficiais possuem responsabilidades administrativas no decorrer de um jogo de hóquei sobre o gelo, e não possuem nenhuma influência no decorrer deste, com exceção do "oficial do vídeo-gol":
- Oficiais da baliza (Goal judges) determinam se um gol foi feito ou não. Posicionados atrás da baliza, veem se o disco ultrapassou completamente a linha do gol. Quando disponível, este oficial ativa as sirenes e a caixa de som, para indicar que um gol foi marcado. Porém, seu papel é apenas de auxílio para o juiz principal, e é este o único que possui a responsabilidade de declarar que um gol foi efetivamente marcado, e podem anular as decisões dos oficiais da baliza.
- O oficial do vídeo-gol (video goal judge) revê o replay de certos gols questionados, através do uso de uma televisão, e quando é pedido pelo juiz a fazer isto. Neste caso, a decisão tomada por este oficial é a decisão final. Em apenas nas seguintes situações, gols podem ser questionados, segundo regras da NHL: se o disco ultrapassou a linha do gol completamente, antes que período (tempo) de jogo acabasse; disco direcionado pelo jogador ofensivo ao gol, com o uso das mãos e/ou das pernas; o disco foi desviado em direção ao gol, por acidente, pelo juiz ou pelo linesman; ou foi desviado no ar pelo taco (também suspenso no ar) de um jogador ofensivo.
- Official scorer: Registra gols e assistências ao longo do jogo.
- Penalty timekeeper: Registra todos os pênaltis impostos pelo juiz, e a hora e tempo de jogo em que estes pênaltis foram tomados.
- Timekeeper: responsável por parar e ativar o cronómetro do jogo.
- Estatísticos (Statistician) registram todas as informações sobre a performance de cada jogador, bem como a das equipes (gols, faltas, etc).

## Campeonatos

### Seleções
- Hóquei no gelo nos Jogos Olímpicos: parte dos Jogos Olímpicos de Verão em 1920 e dos Jogos Olímpicos de Inverno desde 1924. O torneio feminino começou em 1998.
- Campeonato Mundial de Hóquei no Gelo: torneio anual, com 4 divisões, disputado desde 1930 (a IIHF considera as 3 edições precedentes da Olimpíada válidas como mundiais).
- Campeonato Mundial de Hóquei no Gelo Feminino: torneio iniciado em 1990, antes só não disputado em anos olímpicos, mas anual a partir de 2014.
- IIHF Continental Cup: campeonato europeu, fundado em 1998 para substituir a Copa Europeia.

### Clubes
A maior e mais antiga liga de hóquei é a National Hockey League, criada em 1917 entre times do Canadá e Estados Unidos. Seu troféu, a Copa Stanley, é ainda mais antigo, sendo dado desde 1893. Tem média de 17,441 espectadores. A principal liga secundária é a American Hockey League, com média de 5,385 espectadores, e todos os seus times tendo afiliações com as franquias da NHL. O mais notório torneio de juniores norte-americano é a Liga Canadense de Hóquei.
O torneio considerado mais forte depois da NHL é a Liga Continental de Hockey, também conhecida KHL, que engloba times da Eurásia. Sucessora da Super Liga Russa e o Campeonato Soviético, tem em sua maioria times da extinta União Soviética, além de clubes do Leste Europeu.
As dez ligas mais populares da Europa são:
| Posição | Liga                           | País(es)                                                                                   | Média de público |
| ------- | ------------------------------ | ------------------------------------------------------------------------------------------ | ---------------- |
| 1       | National League A              | Suíça                                                                                      | 6,762            |
| 2       | Deutsche Eishockey Liga        | Alemanha                                                                                   | 6,419            |
| 3       | Liga Continental de Hockey     | Rússia · Bielorrússia / Cazaquistão / Eslováquia / Croácia / Chéquia / Letónia / Finlândia | 6,324            |
| 4       | Svenska hockeyligan            | Suécia                                                                                     | 6,036            |
| 5       | Extraliga Checa                | Chéquia                                                                                    | 5,113            |
| 6       | SM-liiga                       | Finlândia                                                                                  | 4,336            |
| 7       | Österreichische Eishockey-Liga | Áustria · Eslovénia \ Hungria \ Chéquia\ Itália                                            | 2,967            |
| 8       | Elite Ice Hockey League        | Grã-Bretanha                                                                               | 2,312            |
| 9       | GET-ligae                      | Noruega                                                                                    | 1,860            |
| 10      | Extraliga Eslovaca             | Eslováquia                                                                                 | 1,728            |